# Machi-bugyō
Machi-bugyō ( 奉行 奉行, machi-bugyō) eram os administradores samurais do xogunato Tokugawa do período Edo da história do Japão, este foi um dos principais cargos administrativos abertos para aqueles que não eram daimiô.  . Traduções convencionais têm interpretado esses títulos japoneses como "Comissário" , "Supervisor" ou "Governador".

## Título
Este título do bakufu identifica um administrador municipal responsável por governar e manter a ordem nas cidades importantes. 
Os machi-bugyō eram a autoridade pública central nos centros urbanos japoneses desse período. Esses oficiais designados pelo bakufu desempenharam um papel único, que eram ao mesmo tempo chefe de polícia, juiz e prefeito. Os machi-bugyo deveriam gerenciar uma ampla gama de responsabilidades administrativas e judiciais. 
O machi-bugyō eram responsáveis pela coleta de impostos, policiamento e combate a incêndios; e, ao mesmo tempo precisavam desempenhar várias funções judiciais - ouvindo e decidindo casos civis comuns e processos criminais. 
Apenas altos hatamoto foram nomeados para a posição de machi-bugyō por causa da importância crítica do seu trabalho. Os machi-bugyō tinham a mesma importância para a sociedade do que os daimiôs de menor estatura. Haviam cerca de dezesseis machi-bugyō em todo o Japão. 